# Улаанбадрах
Улаанбадрах — сомон у Східно-Гобійському аймаку Монголії. Територія 11,9 тис км², населення 1,9 тис. чол.. Центр – селище Нуден розташований на відстані 133 км від Сайншанду та 590 км. від Улан-Батора.

## Рельєф
Гори Хуренцав (1004 м),Бага богд (1053 м), Іх Берх (1052 м), Аман усни хух (1205 м), Номгон (858 м), Тахилт (935 м). Долина Гурван баян. Мало річок, озера Сангийн далай, Цагаан цав, Муруй хув, Улаан.

## Клімат
Середня температура січня -16 градусів, липня +24-26 градуси. У середньому протягом року випадає 50-100 мм. опадів.

## Тваринний світ
Водяться аргалі, вовки, лисиці, дикі кози, корсаки, зайці.

## Соціальна сфера
Працює середня школа, лікарня, сфера обслуговування, туристичні бази.

## Корисні копалини
Нафта, кам’яне вугілля, асфальт, свинець, залізні руди, шпат, будівельна сировина.